# Адетокунбо, Костас
Ко́стас Адетоку́нбо (греч. Κώστας Αντετοκούνμπο; род. 20 ноября 1997 года в Афинах, Греция) — греческий профессиональный баскетболист нигерийского происхождения, играющий на позиции тяжёлого форварда. Выступает за баскетбольный клуб «Олимпиакос». Был выбран на драфте НБА 2018 года командой «Филадельфия 76» под общим 60-м номером. Чемпион НБА 2020 года в составе «Лос-Анджелес Лейкерс»

## Ранние годы и семья
Адетокунбо родился в Сеполии, которая является районом Афин. Его родители были иммигрантами из Нигерии. Его отец Чарльз был бывшим футболистом, а его мать Вероника  занималась прыжками в высоту. Чарльз Адетокунбо умер в сентябре 2017 года в возрасте 54 лет. Родители Костаса были представителями различных этнических групп в Нигерии: Чарльз был представителем народа Йоруба, а Вероника - Игбо.
Костас Адетокунбо получил нигерийский паспорт в июне 2013 году, а в 2016 году стал гражданином Греции.
У Костаса Адетокунбо есть четверо братьев. Самый старший брат Фрэнсис является профессиональным футболистом. Танасис и Яннис являются баскетболистами и стали чемпионами НБА в составе «Милуоки Бакс». Алекс Адетокунбо также профессионально занимается баскетболом.
Костас выступал за юниорские команды «Филатлитикоса» в Афинах.

## Старшая школа
В 2013 году Яннис Адетокунбо был выбран на драфте НБА «Милуоки Бакс». Костас вместе братом Алексом и родителями переехал в Милуоки. Он учился в доминиканской средней школе в Уайтфиш-Бэй в округе Дор. Адетокунбо выступал за баскетбольную команду школы и помог ей выиграть титул чемпиона штата.

## Колледж
По окончании школы в 2016 году Костас поступил в Дейтонский университет. Он был вынужден пропустить сезон 2016/2017 из-за правил NCAA. Адетокунбо дебютировал за Дейтон в сезоне 2017/2018 и сыграл за «Флайерс» 29 матчей.

## Профессиональная карьера

### Даллас Маверикс
22 марта 2018 года Костас объявил о намерении участвовать в драфте НБА 2018 года. 4 мая 2018 года Адетокунбо был одним из 69 участников драфт-комбайна. Его выбрала под 60-м номером «Филадельфия Севенти Сиксерс», которая обменяла права на игрока в «Даллас Маверикс». 13 июля Костас подписал с «Далласом» двухсторонний контракт. В течение сезона игрок выступал за клуб Джи-лиги НБА «Техас Лэджендс».
19 июля 2019 года техасский клуб отчислил игрока.

### Лос-Анджелес Лейкерс
22 июля 2019 года Адетокунбо был взят на рынке отказов «Лос-Анджелес Лейкерс». В сезоне 2019/2020 будучи игроком на двухстороннем контракте он сыграл 5 матчей за «Лос-Анджелес» и провёл 38 игр в составе Саут-Бей Лейкерс. Костас не выходил на паркет в финале НБА против «Майами Хит», в котором калифорнийский клуб победил в 6 матчах клуб из Флориды. Он стал первым греческим игроком, который выиграл чемпионат НБА.
26 ноября 2020 года Костас переподписал двухсторонний контракт с «Лейкерс».

### АСВЕЛ
16 июля 2021 года Адетокунбо подписал контракт с «АСВЕЛ».

### Чикаго Буллз (2022)
14 октября 2022 года Адетокунбо подписал двусторонний контракт с «Чикаго Буллз». 16 декабря 2022 года «Буллз» отчислили игрока.

### Фенербахче (2022—2023)
19 декабря 2022 года Адетокунбо подписал контракт с «Фенербахче» из Турецкой баскетбольной суперлиги (BSL). В 14 матчах Евролиги он набирал в среднем 2,7 очка и делал 0,8 подбора, проводя на площадке около 7 минут за игру. 20 июня 2023 года он расстался с клубом по обоюдному согласию.

### Панатинаикос (2023—2025)
22 июня 2023 года Адетокунбо подписал двухлетний контракт с «Панатинаикосом», выступающим в греческой баскетбольной лиге и Евролиге, где его старший брат Танасис ранее отыграл два сезона. 5 февраля 2025 года тренер Эргин Атаман объявил, что Адетокунбо покидает клуб. 11 февраля 2025 года команда официально отчислила игрока.

### Мурсия (2025)
Адетокунбо завершил сезон 2024/25, выступая за испанский клуб «Мурсия».

### Олимпиакос (2025—настоящее время)
10 июля 2025 года Адетокунбо подписал двухлетний контракт с «Олимпиакосом».

## Выступления за сборную

### Юниорская сборная Греции
Адетокунбо выступал за юношескую сборную Греции до 20 лет. Он выступал на чемпионате Европы 2016 года среди игроков до 20 лет в дивизионе B, где завоевал бронзовую медаль. В ходе турнира он набирал в среднем 1,3 очка, 1,8 подбора и 0,3 передачи за игру.

### Взрослая сборная Греции
Адетокунбо выступал за мужскую сборную Греции на отборочном турнире к Олимпийским играм 2020 года и на Евробаскете 2022 года.
23 июля 2025 года Костас Адетокунбо был включен в состав сборной Греции на Евробаскет-2025.

## Статистика

### Статистика в НБА
| Сезон                                                                                    | Команда | Регулярный сезон | Регулярный сезон | Регулярный сезон | Регулярный сезон | Регулярный сезон | Регулярный сезон | Регулярный сезон | Регулярный сезон | Регулярный сезон | Регулярный сезон | Регулярный сезон | Серия плей-офф | Серия плей-офф | Серия плей-офф | Серия плей-офф | Серия плей-офф | Серия плей-офф | Серия плей-офф | Серия плей-офф | Серия плей-офф | Серия плей-офф | Серия плей-офф |
| Сезон                                                                                    | Команда | GP               | GS               | MPG              | FG%              | 3P%              | FT%              | RPG              | APG              | SPG              | BPG              | PPG              | GP             | GS             | MPG            | FG%            | 3P%            | FT%            | RPG            | APG            | SPG            | BPG            | PPG            |
| ---------------------------------------------------------------------------------------- | ------- | ---------------- | ---------------- | ---------------- | ---------------- | ---------------- | ---------------- | ---------------- | ---------------- | ---------------- | ---------------- | ---------------- | -------------- | -------------- | -------------- | -------------- | -------------- | -------------- | -------------- | -------------- | -------------- | -------------- | -------------- |
| 2018/19                                                                                  | Даллас  | 2                | 0                | 5,3              | 0,0              | 0,0              | 50,0             | 0,5              | 0,0              | 1,0              | 0,0              | 1,0              | Не участвовал  | Не участвовал  | Не участвовал  | Не участвовал  | Не участвовал  | Не участвовал  | Не участвовал  | Не участвовал  | Не участвовал  | Не участвовал  | Не участвовал  |
| 2019/20                                                                                  | Лейкерс | 5                | 0                | 4,0              | 100,0            | 0,0              | 50,0             | 0,6              | 0,4              | 0,0              | 0,0              | 1,4              | Не участвовал  | Не участвовал  | Не участвовал  | Не участвовал  | Не участвовал  | Не участвовал  | Не участвовал  | Не участвовал  | Не участвовал  | Не участвовал  | Не участвовал  |
|                                                                                          | Всего   | 7                | 0                | 4,4              | 50,0             | 0,0              | 50,0             | 0,6              | 0,3              | 0,3              | 0,0              | 1,3              | Не участвовал  | Не участвовал  | Не участвовал  | Не участвовал  | Не участвовал  | Не участвовал  | Не участвовал  | Не участвовал  | Не участвовал  | Не участвовал  | Не участвовал  |
| Наведите курсор мыши на аббревиатуры в заголовке таблицы, чтобы прочесть их расшифровку. |         |                  |                  |                  |                  |                  |                  |                  |                  |                  |                  |                  |                |                |                |                |                |                |                |                |                |                |                |

### Статистика в G-Лиге
| Сезон                                                                                    | Команда          | Регулярный сезон | Регулярный сезон | Регулярный сезон | Регулярный сезон | Регулярный сезон | Регулярный сезон | Регулярный сезон | Регулярный сезон | Регулярный сезон | Регулярный сезон | Регулярный сезон | Серия плей-офф | Серия плей-офф | Серия плей-офф | Серия плей-офф | Серия плей-офф | Серия плей-офф | Серия плей-офф | Серия плей-офф | Серия плей-офф | Серия плей-офф | Серия плей-офф |
| Сезон                                                                                    | Команда          | GP               | GS               | MPG              | FG%              | 3P%              | FT%              | RPG              | APG              | SPG              | BPG              | PPG              | GP             | GS             | MPG            | FG%            | 3P%            | FT%            | RPG            | APG            | SPG            | BPG            | PPG            |
| ---------------------------------------------------------------------------------------- | ---------------- | ---------------- | ---------------- | ---------------- | ---------------- | ---------------- | ---------------- | ---------------- | ---------------- | ---------------- | ---------------- | ---------------- | -------------- | -------------- | -------------- | -------------- | -------------- | -------------- | -------------- | -------------- | -------------- | -------------- | -------------- |
| 2018/19                                                                                  | Техас Лэджендс   | 40               | 25               | 25,4             | 52,2             | 24,4             | 68,5             | 6,2              | 0,8              | 1,0              | 1,4              | 10,6             | Не участвовал  | Не участвовал  | Не участвовал  | Не участвовал  | Не участвовал  | Не участвовал  | Не участвовал  | Не участвовал  | Не участвовал  | Не участвовал  | Не участвовал  |
| 2019/20                                                                                  | Саут-Бей Лейкерс | 38               | 37               | 25,5             | 62,3             | 15,4             | 58,5             | 7,9              | 1,5              | 0,8              | 1,3              | 14,1             | Не участвовал  | Не участвовал  | Не участвовал  | Не участвовал  | Не участвовал  | Не участвовал  | Не участвовал  | Не участвовал  | Не участвовал  | Не участвовал  | Не участвовал  |
|                                                                                          | Всего            | 78               | 62               | 25,4             | 57,6             | 20,0             | 64,3             | 7,0              | 1,1              | 0,9              | 1,3              | 12,3             | Не участвовал  | Не участвовал  | Не участвовал  | Не участвовал  | Не участвовал  | Не участвовал  | Не участвовал  | Не участвовал  | Не участвовал  | Не участвовал  | Не участвовал  |
| Наведите курсор мыши на аббревиатуры в заголовке таблицы, чтобы прочесть их расшифровку. |                  |                  |                  |                  |                  |                  |                  |                  |                  |                  |                  |                  |                |                |                |                |                |                |                |                |                |                |                |

### Статистика в колледже
| Сезон                                                                                   | Команда | GP | GS | MPG  | FG%  | 3P%  | FT%  | RPG | APG | SPG | BPG | PPG |  |
| --------------------------------------------------------------------------------------- | ------- | -- | -- | ---- | ---- | ---- | ---- | --- | --- | --- | --- | --- |  |
| 2017/18                                                                                 | Дейтон  | 29 | 6  | 15,1 | 57,4 | 13,3 | 51,6 | 2,9 | 0,4 | 0,2 | 1,1 | 5,2 |  |
|                                                                                         | Всего   | 29 | 6  | 15,1 | 57,4 | 13,3 | 51,6 | 2,9 | 0,4 | 0,2 | 1,1 | 5,2 |  |
| Наведите курсор мыши на аббревиатуры в заголовке таблицы, чтобы прочесть их расшифровку |         |    |    |      |      |      |      |     |     |     |     |     |  |